# Drepanolejeunea vandenberghenii
Drepanolejeunea vandenberghenii là một loài Rêu trong họ Lejeuneaceae. Loài này được Buchbender & Eb. Fisch. mô tả khoa học đầu tiên năm 2004.